# Бача (река)
Бача је река у Словенији, која извире у близини насеља Бача при Подбрду и тече око 30 km дугом долином која се зове Башка грапа (Башка клисура). У селу Модреју Бача се улива у реку Идријицу, као њена десна притока.